# Раунг

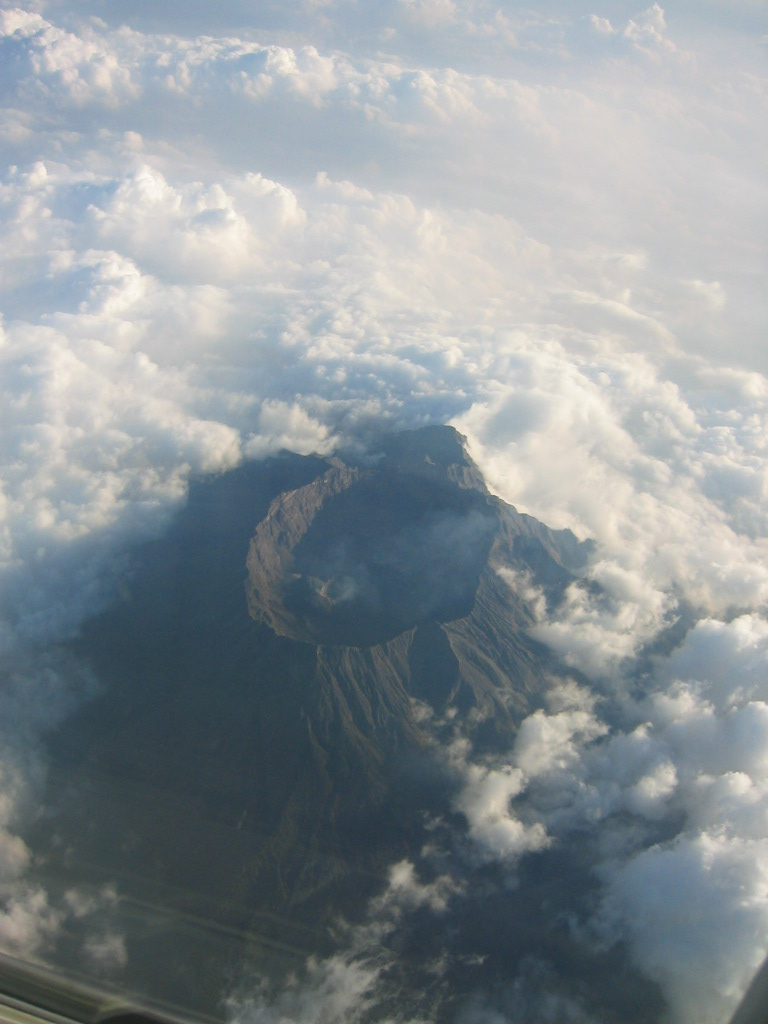
Раунґ, вересень 2005

Раунґ — один з найактивніших вулканів на острові Ява в Індонезії.
Розташований у провінції Східна Ява. 
Його кальдера завширшки 2 км, завглибшки 500 м і оточена сіруватим ободом. Раунґ, який здіймається майже на 3260 метри над рівнем моря, є найвищим вулканом гряди. Хоча долини між найбільшими вулканами славляться родючими, збагаченими золою ґрунтами, площа вільної землі тут дуже обмежена. 
Гору Раунґ видно з пляжу Ловіна, Сінґараджа (північ Балі) і з верхівки вулкану Семеру.

## Виверження

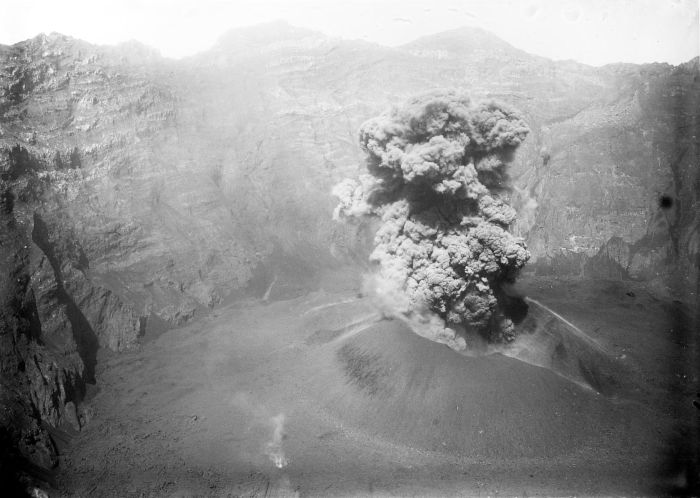
Виверження 1913 року.

Виверження зазвичай супроводжує здіймання шлейфу вулканічного попелу. Найперше зареєстроване відбулось у 1586 році й призвело до загибелі людей;  між 1586 і 1817 роками сталося ще п'ять смертоносніших вивержень (1593, 1597, 1638, 1730 й 1817 року включно).

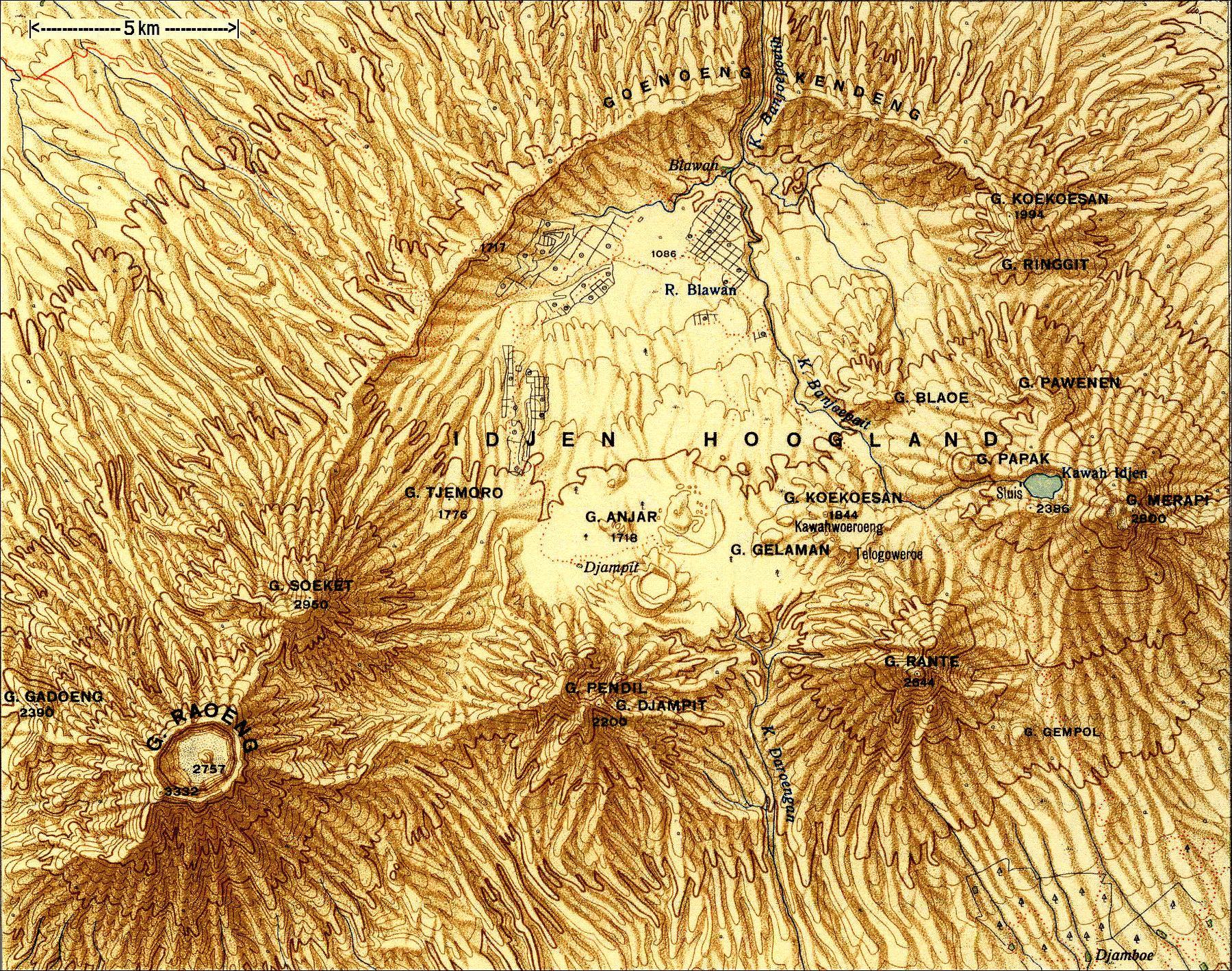
Мапа кальдери 1937 року, що ілюструє зміни її обрисів

Виверження 1953 року було дещо потужнішим за інші тогочасні викидання лави й, маючи третій рівень за індексом вулканічної вибуховості, призвело також до утворення селевих потоків, що завдали значних матеріальних збитків острів'янам.